# Tour of Scandinavia
Die Tour of Scandinavia ist ein ehemaliges Etappenrennen im Straßenradsport der Frauen, welches in Norwegen, Schweden und Dänemark ausgetragen wurde. 
Das Rennen ging aus der Ladies Tour of Norway hervor, die zur Saison 2022 um zwei Tage verlängert wurde und auch Abschnitte in Schweden und Dänemark beinhaltete. Es übernahm von der Norwegen-Rundfahrt den Status als Wettbewerb der UCI Women’s WorldTour. Der Name sollte ursprünglich Battle of the North (dt.: Schlacht des Nordens) lauten; angesichts der russischen Invasion der Ukraine wurde im März 2022 bekannt gegeben, dass das Rennen stattdessen Tour of Scandinavia heißen solle.
Nachdem die Ausgaben von 2024 und 2025 abgesagt worden waren, stellte das Rennen den Betrieb ein. Die Verantwortlichen nannten finanzielle Probleme und Desinteresse beim norwegischen Fernsehen als Ursachen.

## Palmarès
| Jahr | Siegerin              | Zweite                | Dritte          |          |
| ---- | --------------------- | --------------------- | --------------- | -------- |
| 2022 | Cecilie Uttrup Ludwig | Liane Lippert         | Alexandra Manly |          |
| 2023 | Annemiek van Vleuten  | Cecilie Uttrup Ludwig | Amber Kraak     |          |
| 2024 | abgesagt              | abgesagt              | abgesagt        | abgesagt |
| 2025 | abgesagt              | abgesagt              | abgesagt        | abgesagt |